# Тахча
Тахча (груз. თახჩა, з.-арм. Թախչա) — село в Грузии, на территории Ахалкалакского муниципалитета края (мхаре) Самцхе-Джавахети.

## География
Село находится в южной части Грузии, на расстоянии приблизительно 7 километров (по прямой) к востоко-юго-востоку от города Ахалкалаки, административного центра муниципалитета. Абсолютная высота — 1935 метров над уровнем моря.

## Население
По результатам официальной переписи населения 2014 года, в Тахче проживало 47 человек (23 мужчины и 24 женщины). В национальной структуре населения армяне составляли 100 %.
| Год  | Население, человек |
| ---- | ------------------ |
| 2002 | 106                |
| 2014 | ↘ 47               |